# GLM (label)
Pour les articles homonymes, voir GLM.
GLM est un label discographique de jazz et une maison d'édition allemande, basée à Munich, et plus tard relocalisée à Tann, en Bavière. Les deux gérants sont Georg F. Löffler et Michèle Claveau. La priorité artistique se concentre sur le jazz, la musique du monde et aussi sur la pop.

## GLM Music GmbH
GLM Music est un label discographique fondé en 1988 par Georg Löffler et Michèle Claveau. Il dirige trois sous-labels : Fine Music, Edition Collage, et Dinnermusic, qui comptent ensemble plus de 100 productions. Parmi ces productions, il y a des artistes au succès international : Quadro Nuevo, Lisa Wahlandt, Evelyn Huber, Mulo Francel, Robert Wolf, Helena Luce, BeNuts, et autres.

## GLM Musikverlag e.K.
La maison d'édition GLM Musikverlag, également fondée en 1988, est responsable pour l’exploitation et l’administration des droits d’éditeur: communication avec les sociétés des droits d’auteurs, licences pour les productions du film et de la publicité. En plus GLM consulte aussi les musiciens et les producteurs en ce qui concerne les possibilités de l’exploitation de leurs droits. La promotion intensive auprès tous les médias est une des tâches les plus importantes de GLM. En outre GLM s’occupe aussi des éditions attachées allemandes et étrangères.